# 字通
《字通》(1254)是南宋学者李從周编写的一部字典。它探讨了秦篆书、汉隶书和当时宋楷书不同字间的语素差异。《字通》也是可见的宋代最后一部规范、解说楷书字形的字样之书。《字通》作为与宋代理学有着深刻联系的字样学著作，对于认识宋代理学影响下的文字观念、文字规范态度也有着不容忽视的价值。

## 标题
《字通》的名字来自一部早已散佚的字典：北魏楊承慶《字统》（约4世纪）。其中共收13734字头，比《字林》（约350年）的12824字多。《隋书·经籍志》载:“《字统》二十一卷,杨承庆撰。”《新唐书·经籍志》和《旧唐书·艺文志》则载“《字统》二十卷,杨承庆撰”。《字统》全书正文可能为二十卷,另有目录一卷。据唐人封演《封氏闻见记》卷二《文字》载:“《字统》二十卷,凡一万三千七百三十四字,亦凭《说文》为本,其论字体时复有异。”
清朝学者廖文英著《正字通》（1671），改编自明朝学者張自烈《字彙辯》（1627），本为《字汇》（1615）增补。
另外，日本辞书学家白川静编写的国语辞典也用了《字通》（1996）的名字。

## 历史
中国第一部以“正字”为目的的字典编于唐朝，试图纠正篆书、隶书、楷书的字间的差异，并使异体字得到标准化。:197, 177唐太宗命颜师古（581–645）为秘书省以修订《五经》。:194为出版经典文献的权威版本、收集字体、检查官文、编写标准字书，颜师古编《字樣》（《顏氏字樣》）给出了不同字体的正字，其孙顏元孫（？-732）编《干禄字书》时也遵循了这一原则。
《字通》之外，宋朝还有许多不同字书，如張有《复古編》和郭忠恕《佩觿》。

## 内容
《字通》仅有1卷，含601个字，依正字笔画数又分89节，多数字下有属字，所涉及字数总计千字左右。字头以篆书写就，正文用楷书。所有注释都仅来自《说文》。
《字通》也有错漏，如将部分字列了两遍。附录收有82条常见讹字，如“衣常”，当作“衣裳”。无论如何，《字通》对于辞书理论研究、宋代辞书编写等方面都意义重大。:198